# Mikola Gergő
Mikola Gergő (Miskolc, 1983. június 19. –) magyar színész.

## Élete
A helyi Zrínyi Ilona Gimnázium irodalom-dráma tagozatán érettségizett. 2013-ban végzett a Színház- és Filmművészeti Egyetem zenés színész szakán. 2013–2016 között a Pécsi Nemzeti Színház, 2016-tól a tatabányai Jászai Mari Színház tagja. 

## Színházi szerepei
- A dzsungel könyve
- A komédiaszínház
- A kőszívű ember fiai
- A padlás
- A rászedett kádi
- Atlantis - az elveszett világ nyomában
- Az ígéret földje
- Az 1/2 kegyelmű
- BÍÍT
- Cseresnyés
- Én és a kisöcsém
- Évek vándora
- Helló! Igen?! (Hello Again!)
- Jövőre, Veled, Itt!
- Jubileum
- Kakukkfészek
- Kapj el!
- "Lehet-e széllel szemben költeni?"
- Lépésről lépésre
- Mágnás Miska
- Mária evangéliuma )
- Medve - Leánykérés - Jubileum
- Menyasszonytánc
- Oltári srácok (Altar Boyz)
- Pán Péter
- Szentivánéji álom
- Terrorizmus
- Website story
- West Side Story
- 39 lépcsőfok

## Filmes és televíziós szerepei
- Kossuthkifli (2015)
- 1945 (2017)
- 200 első randi (2018)
- A tanár (2019)
- Egynyári kaland (2019)
- Jófiúk (2019)
- Drága örökösök (2019)
- Szérum (2019)
- Cseppben az élet (2019)
- Bátrak földje (2020)
- A feltaláló (2020)
- Apatigris (2020, 2023)
- Elk*rtuk (2021)
- Frici & Aranka (2022) ...Somlyó Zoltán
- A Király (2023)
- Gólkirályság (2023)
- S.E.R.E.G (2024)

## Díjai, elismerései
- Soós Imre díj (2015)
- Az év színésze (Pécsi Színházbarátok köre, 2015 )
- Színészgép-díj (Pécsi Nemzeti Színház 2014, 2015)